# 4-es busz (Várpalota)
A várpalotai 4-es jelzésű autóbusz a 	Tési domb - Dankó utca - Vasútállomás útvonalon közlekedett, a 2023. szeptember 1-jei menetrendváltástól Tési domb – Szabadság tér – Vasútállomás – Szabadság tér – Róbert Károly forduló útvonalon közlekedik. A vonalat a Thury-Busz üzemelteti.

## Közlekedése
Csak tanítási napokon közlekedik, a délutáni csúcsidőben.

## Útvonala
| Tési domb – Szabadság tér – Vasútállomás – Szabadság tér – Róbert Károly forduló | Róbert Károly forduló – Szabadság tér – Vasútállomás – Szabadság tér – Tési domb |
| --- | --- |
| Tési domb, forduló – Erdődy Pálffy Tamás utca – Bakony utca – Rákóczi utca – Újlaky út – Szabadság tér – Szent Imre utca – Veszprémi út – Péti út – Dankó Pista utca – Vasút utca – Vasútállomás – Vasút utca – Kossuth Lajos utca – Szent István út – Tési út – Szabolcska Mihály utca – Munkácsy Mihály utca – Róbert Károly utca – Róbert Károly forduló | Róbert Károly forduló – Róbert Károly utca – Munkácsy Mihály utca – Szabolcska Mihály utca – Tési út – Szent István út – Szabadság tér – Szent Imre utca – Veszprémi út – Péti út – Dankó Pista utca – Vasút utca – Vasútállomás – Vasút utca – Kossuth Lajos utca – Szabadság tér – Újlaky út – Rákóczi utca – Bakony utca – Körmöcbánya utca – Erdődy Pálffy Tamás utca – Tési domb, forduló |

## Megállóhelyei
| 0  | Tési domb, forduló            | 23 | 1, 1Y | |
| 1  | Béke étterem (↓) Iskola (↑)   | 22 | 1, 1Y | Bán Aladár Általános Iskola, Szivárvány Óvoda és Bölcsőde                                                               |
| 2  | Hőközpont                     | 21 | 1, 1Y | |
| 3  | Rákóczi utca 26.              | 20 | 1, 1Y | |
| 4  | Rákóczi utca 2.               | 19 | 1, 1Y | Thury Vár, Várkerti Általános Iskola, Evangélikus templom                                                               |
| 5  | Szabadság tér                 | 18 |       | Thury Vár, Nagyboldogasszony templom, Városháza, Trianon Múzeum, Nepomuki Szent János Római Katolikus Általános Iskola  |
| 8  | Vízmű                         | ∫  |       | |
| 9  | Kenyérgyár                    | ∫  |       | |
| 11 | Vasútállomás, bejárati út     | 14 |       | |
| 13 | Vasútállomás                  | 13 |       | Várpalota |
| 15 | Vasútállomás, bejárati út     | 12 |       | |
| ∫  | Kenyérgyár                    | 11 |       | |
| ∫  | Vízmű                         | 10 |       | |
| 19 | Szabadság tér                 | 7  |       | Thury Vár, Nagyboldogasszony templom, Városháza, Trianon Múzeum, Nepomuki Szent János Római Katolikus Általános Iskola  |
| 20 | Jókai Mór utca (Skála Áruház) | 6  | 1, 1Y | Városháza, Jó Szerencsét Művelődési Központ, Mentőállomás, Rendőrség, Szent Donát Kórház, Református templom, Megyeháza |
| ∫  | Könyvtár                      | 5  | 1, 1Y | Helyközi autóbusz-állomás, Krúdy Gyula Városi Könyvtár, Várpalotai temető                                               |
| 23 | Inotai út                     | 2  |       | |
| 24 | Szabolcska utca               | 1  |       | |
| 25 | Róbert Károly forduló         | 0  |       | |